# クフォルデン包囲戦 (1672年)
クフォルデン包囲戦（クフォルデンほういせん、オランダ語: Beleg van Coevorden）は仏蘭戦争中の1672年に2度行われた、クフォルデンの包囲。

## 第一次包囲（1672年6月 - 7月）

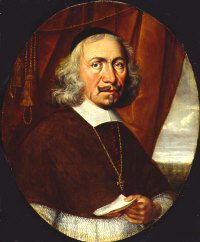
クリストフ・ベルンハルト・フォン・ガレン、ヴォルフガング・ハイムバッハ作、1670年。

ネーデルラント連邦共和国（オランダ）はランプヤール（災難の年）である1672年、フランス王国とイングランド王国と開戦した。第一次無総督時代にあったオランダでは多くの要塞が整備されず、フランス軍にユトレヒトまで迫られてしまった。ケルン選帝侯とミュンスター司教はこれを好機と見、ミュンスター司教クリストフ・ベルンハルト・フォン・ガレンはオランダに侵攻して6月29日にクフォルデン要塞に到着、7月1日に砲撃を開始した。
5日間の戦闘の後、フォン・ガレンはクフォルデンに降伏勧告を行った断られ、戦闘は継続した。しかし、ミュンスター軍がクフォルデンの補給倉庫を占領すると、形勢が変化した。フォン・ガレンは7月11日に2度目の降伏勧告を行うが、クフォルデンの指揮官が代表として派遣した大尉3名は3日間の停戦を提案した。フォン・ガレンは停戦の提案を拒否、大尉2人を捕らえたが3人目はクフォルデンへ逃げた。クフォルデンでは作戦会議が開かれ、駐留軍が栄誉をもって撤退することを許された場合には降伏すると決議した。フォン・ガレンはこの提案を受け入れ、同日に降伏文書が署名され、クフォルデンが降伏した。

## 第二次包囲（1672年12月）
クフォルデンは降伏した後ミュンスター軍に略奪され、多くの市民が不満に感じて同市から去った。9月に家族とともにフローニンゲン州へ向かったメンデルト・ファン・デル・タイネンもその1人だった。翌月、彼はクフォルデンの元指揮官カール・フォン・ラーベンハウプト少将を訪れ、クフォルデンの奪還を提案した。ラーベンハウプトははじめタイネンの計画を疑問視したが、タイネンがクフォルデンの守備についての情報を有していることを知るとその計画に興味を示し、タイネンにクフォルデンの地図を作成するよう求めた。タイネンの計画は葦で橋を造ることであり、川が氷結するとそれを使ってクフォルデンに簡単に侵入することができる。ラーベンハウプトは計画を承認して準備を進めた。
12月27日、ファン・エイベルヘン（Van Eybergen）率いる軍勢1,500はクフォルデンに向かった。進軍がクフォルデンにいるミュンスター軍に知られないよう、騎兵がクフォルデンへの道を封鎖したが、竜騎兵の一部が封鎖を突破してクフォルデン駐留軍に知らせて守備の準備を進めさせた。
12月29日の夜、オランダ軍はクフォルデン近くで軍営をもうけた。翌朝8時、オランダ軍は霧に紛れ、三手に分かれて進撃した。ファン・エイベルヘンはクフォルデン城の方角から、ウェイレルス少佐（Wijlers）はホラント角堡へ、シキンゲ少佐（Sickinge）はオーファーアイセル角堡近くのフリース門へ進撃した。ファン・エイベルヘンとともに進軍したタイネンは率先して川を渡った。塁壁では激しい戦闘が起こったがそれも短期間しか持続せず、ミュンスター軍はすぐに敗走した。その後、オランダ軍は市場、フリース門、城などを続々と占領した。タイネンは数人の軍楽手にプリンセンマルスの演奏を依頼した。これにより、ミュンスター軍は大混乱に陥って反撃どころではなくなり、クフォルデンは1時間で陥落した。
戦闘の損害はオランダ軍が戦死50のに対し、ミュンスター軍は戦死150、逃亡200、捕虜400だった。

## その後
オランダの戦勝に全国が歓喜した。フォン・ラーベンハウプトはドレンテ州のランドロストとクフォルデンの総督に任命され、ファン・エイベルヘンはクフォルデン市の駐留軍の指揮官に任命された。タイネンも金メダルと銀メッキの記念杯を授与された。
しかし、この一戦で危機が去ったわけではなかった。フォン・ガレンは1673年秋にクフォルデンの再占領を試みた。彼はフェクト川を利用してクフォルデン周りを水没させて降伏させようとしたが、嵐により10月1日にフェクト川のダムが決壊、ミュンスター軍が約1,400人の死者を出す結果となった。ミュンスター軍はその後、フラムスベルヘンやラールに退却した。